# Герценберг, Вера Робертовна
Вера Робертовна Герценберг  (1907, Москва — 1988, там же) — советский историк искусства, публицист, автор книг, кандидат искусствоведения.

## Биография
Родилась в семье врача-ординатора Старо-Екатерининской больницы Роберта Лазаревича Герценберга (1869—1931) и акушерки (впоследствии врача-патологоанатома) Елены Яковлевны Вульфсон (1886—1961), уроженцев Курляндии (Голдинген). Родители приходились друг другу троюродными братом и сестрой. Отец был выпускником Дерптского университета, мать — Московского университета.
- 1927 — окончила отделение археологии и искусствознания 1-го Московского университета.
- 1933 — окончила аспирантуру при Государственной Третьяковской галерее. Работала в ГТГ, Государственном издательстве изобразительного искусства (ИЗОГИЗ), журнале «Творчество», в Наркомпросе.
- 1928 — на 6 месяцев была командирована в Париж и ряд городов Германии. Читала курс истории искусства в Художественном училище имени 1905 года.
- 1938 — была выслана в Казахстан, как член семьи изменника Родины. Работала в районных учреждениях Кустанайской области.
- 1947 — возвращение в Москву.
- 1956 — реабилитирована. Работала в Государственной Третьяковской галерее и Научно-исследовательском институте Академии художеств[1]. Является автором многочисленных публикаций о советских художниках.